# Sporetus probatioides
Sporetus probatioides là một loài bọ cánh cứng trong họ Cerambycidae.